# Diyorbek Urozboev
Diyorbek Urozboev (17 de agosto de 1993) é um judoca uzbeque da categoria até 60 quilos, medalhista olímpico.

## Carreira
Urozboev conquistou a medalha de bronze nos Jogos Olímpicos de 2016.